# Канова, Антонио
Анто́нио Кано́ва (итал. Antonio Canova; 1 ноября 1757, Поссаньо (Тревизо), Венето — 13 октября 1822, Венеция) — итальянский скульптор, наряду с датчанином Бертелем Торвальдсеном, наиболее значительный представитель салонно-академического течения в искусстве западноевропейской скульптуры в период неоклассицизма. Некоторые историки искусства, отмечая натурализм формы и творческого метода скульптора, тем не менее, ссылаясь на идеализацию образов, относят его творчество к «раннему романтизму». За своё мастерство получил прозвание «Новый Фидий» (il nuovo Fidia).
Крупные собрания произведений Кановы находятся в парижском Лувре и в санкт-петербургском Эрмитаже.

## Биография
Антонио Канова был сыном каменотёса Пьетро Кановы и его жены Марии Анджелы Дзардо по прозванию Фантолин (Fantolin). Его отец умер в 1761 году и мать через год снова вышла замуж. В 1762 году Антонио был передан на попечение своего деда по отцовской линии Пасино Кановы, который был каменщиком, богатым владельцем мраморного карьера и «скульптором, который специализировался на алтарях со статуями и барельефами в стиле позднего барокко. Он и привёл Антонио к искусству скульптуры».
В возрасте десяти лет «маленький Тонин» (piccolo Tonin) начал делать модели из глины и вырезать их из мрамора. Он выполнил мраморный рельеф с образом Мадонны для виллы Фалье-ай-Прадацци в Азоло, двух каменных ангелов в приходской церкви Монфумо (Тревизо, Венето) и два небольших алтаря церкви в Тьене, которые сохранились до сих пор.
В 1768 году маленький Тонин переехал в Венецию, в мастерскую Джузеппе Бернарди, более известного под именем «Торретти». После этого он находился под опекой скульптора Джованни Феррари (также из семьи Торретти). В это время местные монахи предоставили ему мастерскую в помещениях монастыря. Небольшие контракты предоставили ему возможность посещать платные вечерние классы в венецианской «Академии обнажённого тела» (Accademia di Nudo), или «Школы обнажённой натуры» (Scuola di nudo).
Благодаря финансовой помощи дедушки Пасино, продавшего небольшую ферму, с 1770 года Канова мог работать в мастерской только полдня (перешедшей после смерти Торретти к его племяннику Джованни Феррари), а вторую половину дня посвящать изучению античных статуй и гипсовых слепков собрания Ка-Фарсетти недалеко от моста Риальто (так называемая «Академия Фарсетти»).
Первые произведения молодого Кановы имели успех. Венецианский сенатор Джованни Фалье нанял скульптора для создания статуй Эвридики и Орфея для сада своей виллы в Азоло (Тревизо), Венето. Работа была начата в 1775 году, и обе скульптуры были закончены в 1777 году. Они были выставлены на всеобщее обозрение на площади Сан-Марко и получили полное одобрение. В 1779 году венецианский прокуратор Пьетро Веттор Пизани заказал скульптору группу «Дедал и Икар». В том же 1779 году Канову избрали членом Венецианской академии изящных искусств. От предложения преподавать Канова отказался, но в знак благодарности подарил академии статую Аполлона из терракоты.
Канова мечтал жить и работать в Риме, столице искусства. Он покинул Венецию в октябре 1779 года и после остановок в Болонье и Флоренции в сопровождении архитектора Джанантонио Сельвы, прибыл в Рим 4 ноября 1779 года (по иным данным 28 декабря 1780 г.). Изучение произведений античности в Риме способствовало развитию его природных способностей. Канова также делал зарисовки с произведений великого Микеланджело, однако его первые произведения в Риме были встречены прохладно. Тем не менее, Джероламо Зулиан, венецианский посол при Святом престоле, нанял Канову для создания скульптурной группы «Тесей и Минотавр», для чего предоставил часть помещений Палаццо Венеция в Риме под мастерскую художника. Канова изучал собрания Ватикана, в особенности был впечатлён статуей Аполлона Бельведерского, под воздействием которой он позднее создал свою статую «Персея с головой Медузы» (1804—1806). Канова посещал школу обнажённой натуры при Французской Академии в Риме, «восполнял культурные пробелы, изучая итальянский, английский, французский языки, читая греческих и латинских классиков, изучая классическую мифологию».
С 22 января по 28 февраля 1780 года Канова находился в Неаполе в гостях у Контарины Барбариго. Помимо посещения коллекции Фарнезе (находившейся тогда во дворце Каподимонте), Канова посетил Капеллу Сан-Северо: он был восхищён виртуозностью произведения Джузеппе Санмартино «Христос под плащаницей» (итал. Il Cristo Velato, 1753) и даже пытался его приобрести, он также восхищался произведениями своего соотечественника Антонио Коррадини, венецианского скульптора, известного мастерскими изображениями фигур под вуалью.
В 1783 году Канова получил заказ на надгробный памятник папе Клименту XIV, который должен был быть помещён в базилике Санти Апостоли. В 1793 году он завершил скульптурную группу «Амур и Психея»: эта работа имела резонанс и нашла своих самых страстных поклонников в лице английского поэта Джона Китса, автора «Оды Психее», и в Джоне Флаксмане, с которым Канова завязал нежную дружбу.
Однако напряжённая работа ослабила здоровье Кановы, чтобы восстановить свои физические силы, в мае 1792 года он принял решение вернуться в Поссаньо повидать родных. Затем он снова уехал в Рим, останавливаясь по дороге в Падуе, Виченце, Вероне, Мантуе, Парме, Модене и, наконец, в Болонье, во всех городах, где он получил всеобщее признание. Известия о творчестве Кановы дошли до России, где императрица Екатерина II попыталась призвать скульптора к своему двору: Канова, однако, вежливо отклонил почётное приглашение и в знак благодарности выполнил второй вариант «Амура и Психеи», ныне выставленный в санкт-петербургском Эрмитаже. В эти годы Канова был буквально завален заказами, настолько, что в 1796 году он признался Сельве: «Будь у меня несколько рук, все были бы заняты».
С началом Наполеоновской эпохи положение Кановы осложнилось: он лишился многих могущественных покровителей, хотя сам Бонапарт заверил его в своей благосклонности. Канова отправился в Вену, Прагу, Дрезден, Берлин и Мюнхен, чтобы затем вернуться в родной Поссаньо, но снова возвратился в Рим, который он в итоге счёл единственным городом, близким его художественным амбициям. 5 января 1800 года, преодолев обычную ревность своих коллег, Канова был назначен членом Академии Святого Луки, президентом которой он стал в 1810 году и бессрочным президентом в 1814 году. Наполеон Бонапарт захотел иметь свой портрет его работы. Канова прибыл в Париж 6 октября 1801 года и стал одним из официальных художников Империи.
К 1800 году Канова стал самым известным художником в Европе. Он систематически продвигал свою репутацию, публикуя гравюры со своих работ и изготавливая в своей мастерской с помощью рабочих-мраморщиков по гипсовым моделям новые реплики своих прославленных скульптур. Ему также было поручено изготовить копии утраченных для Италии произведений искусства, которые были вывезены в Париж Наполеоном.
В 1802 году Канова был назначен на должность «генерального инспектора всех изящных искусств Рима и Папской области, с надзором за Ватиканским и Капитолийским музеями и Академией Святого Луки» (ispettore generale di tutte le Belle Arti per Roma e lo Stato pontificio, con sovrintendenza ai musei Vaticano e Capitolino e all’Accademia di San Luca), должность, которую ранее занимал Рафаэль Санти. В 1808 году Канова стал ассоциированным членом Королевского института наук, литературы и изящных искусств Нидерландов.
Канова был глубоко огорчён печальной судьбой Венеции из-за безжалостного грабежа произведений искусства, вывезенных во Францию. Поэтому, несмотря на настойчивые требования Наполеона навсегда остаться в Париже, Канова в знак протеста решил вернуться в Италию. Дабы заменить скульптуру Венеры Медицейской, которая была изъята по приказу Наполеона из флорентийской галереи Уффици, вывезена во Францию и помещена в 1802 году в Лувр Канова, также по распоряжению Наполеона, в 1804 году выполнил реплику скульптуры, известной теперь под названием Венера Италийская.
После падения Наполеона в 1815 году, Канова способствовал тому, чтобы художественные сокровища, вывезенные низложенным императором во Францию, были возвращены в Рим и другие города Италии; в благодарность за это, равно как и за его художественные достижения, папа Пий VII приказал вписать его имя в «Золотую книгу Капитолия» (libro d’Oro del Campidoglio) и пожаловал ему титул маркиза д’Искья (marchese d’Ischiа): в качестве герба Канова выбрал лиру и змею (символы Орфея и Эвридики) «в память о своих первых статуях».
В 1816 году Канова был назначен первым президентом вновь созданной Папской Римской археологической академии. Антонио Канова был избран почётным членом многих европейских художественных академий: Флоренции (1791), Стокгольма (1796), академии живописи и скульптуры в Вероне (1803), Венеции (1804), Сиены (1805) и в наполеоновской Лукке (1806). «По ту сторону Альп» скульптор был принят в Санкт-Петербургскую академию художеств (1804), Женевскую (1804), Датскую (1805); академии Граца (1812), Марселя (1813), Монако (1814), Антверпена (1818), Вильнюса (1818), Нью-Йорка (1817) и Филадельфии.
Канова, как известно, в отличие от не менее прославленных мастеров Бартоломео Кавачеппи и Карло Альбачини не любил реставрировать античные статуи. Однако в 1794 году он сделал исключение для своего друга и раннего покровителя Зулиана, восстановив несколько скульптур, которые Зулиан перевёз из Рима в Венецию.
Несмотря на почести и на благорасположение со стороны папы, знаменитый скульптор вследствие размолвки с кардиналами, покинул Рим и последние годы своей жизни провёл на родине, в Поссаньо. Ещё в 1818 году жители Поссаньо убедили Канову отремонтировать старую приходскую церковь. Скульптор, однако, в 1822 году принял решение на собственные средства и по своему проекту построить новую церковь «il Tempio Canoviano», круглого плана с пронаосом по примеру Пантеона в Риме. Однако строительство было завершено только в 1830 году, через десять лет после смерти скульптора.
Смерть настигла его в Венеции 13 октября 1822 года. Антонио Канова был похоронен в венецианской церкви Санта-Мария-Глорьоза-дей-Фрари в мавзолее, который сам же спроектировал по образцу пирамидальных римских надгробий. В Риме, в церкви Санти Апостоли, состоялась заупокойная служба. Она была настолько грандиозной, что соперничала с церемонией, которую город Флоренция провел в честь Микеланджело в 1564 году. После смерти Кановы в 1822 году Венецианская академия решила поместить сердце Кановы в порфировую урну, и по распоряжению президента академии Леопольдо Чиконьяры была проведена подписка для сбора денежных средств на памятник Канове. В 1827 группой бывших помощников скульптора (Д. Фабрис, Б. Феррари, Р. Ринальди, Л. Зандоменеги, Я. де Мартини и А. Боза), этот памятник был построен согласно проекту самого Кановы. В урне, которую держит задрапированная фигура (работа Бартоломео Феррари) находится сердце Кановы. Его останки 25 октября 1822 года были помещены в гробницу в спроектированном им храме в Поссаньо, а его правая рука сохранилась в вазе в Академии изящных искусств Венеции.

## Творческий метод, основные произведения и их оценки
Благодаря сотрудничеству с Зулианом и кардиналом Дж. Б. Реццонико, племянниками покойного папы Климента XIII, Канова смог подружиться как с многими венецианскими мастерами, поселившимися в Риме, так и с иностранными художниками: среди которых выделялся Антон Рафаэль Менгс, живописец-философ, который в своём стремлении подражать античным мастерам создавал картины, похожие на иллюстрации теорий, высказанных немцем Иоганном Иоахимом Винкельманом. Канова тоже был вдохновлен неоклассическим идеалом эстетики Винкельмана. Таким образом, скульптор Канова в значительной части оказался самым точным и последовательным интерпретатором теоретических положений, сформулированных Винкельманом и Менгсом.
Одновременно Канову охватила страсть к натурализму. Об этом свидетельствует его восхищение работами Джузеппе Санмартино и Антонио Коррадини в Неаполе. Дело доходило до того, что многие произведения Кановы публика и даже знатоки воспринимали копиями античных, что довольно трудно представить себе в наше время.
Своеобразна была и техническая сторона работы. Канова, как известно, отказывался брать учеников и студентов, но нанимал рабочих, которые высекали скульптуру из мрамора по авторской гипсовой модели. Это было особенно удобно при изготовлении многочисленных реплик скульптур, которыми славился Канова. По словам историка искусства Джузеппе Паванелло, «система работы Кановы была сосредоточена на первоначальной идее и окончательной обработке мрамора», в том числе проработке мелких деталей и полировки поверхности скульптуры до блеска.
После успеха знаменитой фразы Винкельмана, о том, что античную статую нужно осматривать, обходя её вокруг со свечой в руках, дабы увидеть малейшие нюансы пластики, «в последней четверти восемнадцатого века стало модным осматривать художественные галереи ночью при свете факелов. Канова был художником, который ухватился за причуду и выставлял свои произведения искусства в своей студии при свечах. Таким образом, Канова начал дорабатывать статую с помощью специальных инструментов при свечах, чтобы смягчить переходы между различными частями обнаженной натуры». После небольшой «доводки» скульптор натирал мрамор пемзой, иногда в течение нескольких недель или месяцев. Если этого было недостаточно, он использовал трепел («гнилой камень») и свинец. В отдельных случаях он наносил «неизвестный теперь химический состав патины на плоть фигуры, чтобы осветлить тон кожи».
Амур и Психея
Канова выполнил это произведение из мрамора в двух вариантах по заказу, сделанному в Неаполе в 1787 году шотландским коллекционером и ценителем искусства бароном Каудором. Сюжет взят из произведения древнеримского писателя Апулея «Метаморфозы, или Золотой осёл». Для первой, наиболее известной скульптуры — «Психея, оживлённая поцелуем Амура» — Канова выбрал момент сразу вслед за пробуждением Психеи от поцелуя Амура, когда влюблённые протягивают руки, чтобы заключить друг друга в объятия. Прототипом второй скульптуры, изображающей влюблённых стоя, стала скульптурная группа из Капитолийских музеев — римская копия с греческого оригинала, найденная на Авентине в феврале 1749 года. Амур, обнявший Психею и положивший голову её на плечо, рассматривает вместе со своей возлюбленной бабочку, символ невинности и мимолётности, сидящую у него на руке. Группа установлена на высоком цилиндрическом постаменте, украшенном цветочной гирляндой. Оригиналы обеих групп с 1824 года хранятся в парижском в Лувре.
Особенную популярность приобрела вторая группа, её реплики разошлись по многим дворцам и паркам стран Западной Европы и России. Несколько иронично оценил оригинал первой группы Э. Кон-Винер. Он писал: «Канова кажется слащавым больше, чем кто-либо другой; рассчитанная наивность его Венеры невыразимо противна. Но то, что в это время наибольшей известностью пользовались именно такие скульпторы, доказывает, что такие чувства яснее всего выражали стремления эпохи… Сам Торвальдсен говорил об „Амуре и Психее“ Кановы, что эта группа скомпонована как ветряная мельница».
Портрет Наполеона в образе Марса-Миротворца
После того, как Канова в 1802 году был вызван во Францию для изготовления бюста Наполеона скульптор создал колоссальный бронзовый портрет Бонапарта обнажённым в рост в образе Марса Миротворца с хламидой через одно плечо, фигуркой богини победы Ники в правой руке и копьём в левой. Создание статуи было начато в 1803 году в Риме. Наполеон желал видеть своё изображение в форме французского генерала, но Канова отклонил это, настаивая на аллегории: Марс — не только бог войны, но также победитель и охранитель. Пластика скульптуры замечательна. Идеализированное телосложение обнажённого Наполеона основано на античной статуе Октавиана Августа и фигуре Эллинистического царя, и предназначалось для внутреннего обихода, но не как скульптура для всеобщего обозрения.
Скульптура была завершена в 1806 году. Канова был убеждён, что создал произведение, которому суждено вызывать восторги публики и остаться в веках. В конце 1810 года скульптуру направили во Францию, и она прибыла в Париж 1 января 1811 года. Однако Наполеон, увидев себя полностью раздетым и опасаясь насмешек (сам он был нескладен фигурой и мал ростом), приказал поместить статую в хранилища Лувра и накрыть вуалью. В 1859 году скульптуру установили в центре внутреннего двора Дворца Брера в Милане, где находится Академия Брера и Пинакотека Брера.
Канова, писали Х. В. и Э. Ф. Янсон, «вдохновлённый изображениями античных правителей, чья нагота свидетельствовала об их божественном статусе, создаёт огромную обнажённую статую Наполеона. Приравнивание императора к Богу знаменует собой отход от возвышенных идей эпохи Просвещения, которые вызвали к жизни неоклассицизм. Скульпторы отказываются от героизации благородных примеров… Отныне для них не существует ни авторитета религии, ни разума».
- Aполлон. Ок. 1790. Восковая модель для терракоты. Музей в Бастиа, Франция
- Тесей, сидящий на минотавре. 1781—1783. Мрамор. Музей Виктории и Альберта, Лондон
- Персей с головой Медузы. 1800—1801. Ватиканские музеи, Рим
- Aмур и Психея (Поцелуй Амура). 1788—1793. Мрамор. Лувр, Париж
- Aмур и Психея. 1788—1793. Мрамор. Лувр, Париж
- Статуя Наполеона в образе Марса-Миротворца. 1803—1806. Бронза. Дворец Брера, Милан
- Три грации. 1815—1817. Мрамор. Музей Виктории и Альберта, Лондон
- Венера Победительница. 1804—1808. Мрамор. Галерея Боргезе, Рим

Три грации
В 1814 году Жозефина Богарне, первая жена Наполеона, заказала Канове скульптурную группу «Три грации». Когда императрица умерла 29 мая 1814 года Джон Рассел, 6-й герцог Бедфорд сразу же пожелал приобрести это произведение, но безуспешно, поскольку на него заявил права сын Жозефины Евгений де Богарне. Сын последнего Максимилиан привёз скульптурную группу в Санкт-Петербург и теперь она экспонируется в Эрмитаже. Тогда герцог Рассел заказал себе ещё одну версию.
Композиция скульптуры восходит к античной группе, которую использовал Рафаэль для своей картины «Три грации» (1504—1505). Миниатюрная мраморная античная группа «Три грации» — римское повторение III в. н. э. древнегреческого оригинала (возможно воспроизводящая аналогичную композицию стенной росписи в Помпеях I в. до н. э.) — находится в помещении библиотеки Пикколомини в соборе Сиены. Ещё одна мраморная реплика хранится в Ватикане. Однако если Рафаэль, используя античную тему, создал эстетически и композиционно совершенно новое произведение, то Канова, вслед за Винкельманом и Менгсом, как полагали его современники, «воссоздал саму античность». Эту точку зрения развеяли последующие историки искусства. Даже Саломон Рейнах, весьма консервативный критик, считал, что «сентиментальность и слащавая, салонная эротика Кановы далеки от идеалов античной классики и сближают его творчество разве что с эклектиком Энгром, как например, в знаменитой группе „Три грации“, где от античности присутствует только тема».
Портрет Полины Боргезе в образе Венеры
Полуобнаженная скульптура Полины Бонапарт, сестры Наполеона, в образе Венеры, выполненная Кановой с 1804 по 1808 год, предназначалась в качестве свадебного подарка по случаю бракосочетания Полины и римского принца Камилло Боргезе в 1803 году. Когда Полина начала позировать скульптору, ей было двадцать пять лет. Тема скульптуры, возможно, была навеяна мифическим предком семьи Боргезе, которая возводила своё происхождение к самой богине Венере через её сына Энея, основателя Рима.
Сначала Канове было указано изобразить Полину Бонапарт полностью одетой, как целомудренную богиню Диану, но сама Полина настояла на полуобнажённой Венере. Работа не предназначалась для публичного просмотра. «Статуя настолько идеализирована, что даже не вызвала никаких сплетен. Мы видим в ней предшественницу „Одалиски“ Энгра. Обе работы, — отмечали Х. В. и Э. Ф. Янсон — принадлежат к раннему романтизму, который вобрал в себя эротизм рококо, но в менее чувственной форме». Однако примечательно, что скульптура Полины, предназначенная для кругового осмотра (именно так она установлена в отдельном зале Галереи Боргезе в Риме), напоминает, скорее, горельеф, поскольку имеет только одну главную точку зрения, и совершенно неудачна с угловых проекций, «и её несоменное очарование скорее всего объясняется плавной грацией её очертаний». В этом, по замечанию Э. Гомбриха, живописные «одалиски» Энгра более скульптурны, чем скульптура Кановы.
Памятник Тициану
В 1576 году во время эпидемии чумы в Венеции скончался Тициан. Он завещал похоронить себя в своём приходе, в церкви Санта-Мария-Глорьоза-дей-Фрари, у подножия алтарного образа Распятия, который сам же и написал. В 1790 году Антонио Канова начал работу над надгробным памятником Тициану в виде пирамиды — традиционного символа вечности. Но к 1795 году проект был заброшен. Возведение памятника даже не было начато из-за отсутствия средств. Монументальное надгробие Тициану иной композиции создали помощники Кановы в 1843—1853 годах у правой стены нефа церкви.
В результате Канова использовал идею своего монумента для надгробия эрцгерцогини Марии Кристины Августы (?—1805) в церкви Августинцев в Вене.
Надгробие самого Кановы, скончавшегося в 1822 году, созданное по его же проекту «Памятника Тициану», расположено также в нефе венецианской церкви «Фрари» напротив гробницы Тициана. Надгробие создано группой его помощников (Д. Фабрис, Б. Феррари, Р. Ринальди, Л. Зандоменеги, Я. де Мартини и А. Боза). По решению Венецианской академии в композиции кенотафа Кановы поместили урну с его сердцем.
Урну держит задрапированная аллегорическая фигура «Скульптуры», стоящая на ступенях перед входом в пирамиду (работа Бартоломео Феррари); рядом — аллегорические фигуры: «Живопись» и «Архитектура» (Луиджи Зандоменеги), гений с горящим факелом (Ринальдо Ринальди). По другую сторону — скорбящий крылатый лев Венеции (заставляющий вспомнить знаменитого умирающего льва Торвальдсена в Люцерне) и гений смерти с факелом, опущенным вниз (Ринальдо Ринальди). Якопо де Мартини создал двух маленьких гениев справа, Джузеппе Фабрис — поднимающегося по лестнице гения; Антоний Боза — ангелов, держащих бюст Кановы. Бюст Кановы обрамлён змеёй — символом вечности.
- Автопортрет. Мрамор. Музей Коррер, Венеция
- Эндимион. Деталь. Мрамор. Чатсуорт-хаус, Дербишир. Англия
- Надгробие папы Климента XIII. 1783—1792. Собор Святого Петра, Ватикан. Офорт ок. 1790
- Надгробный памятник Франческо Пезаро. Модель. 1799-1802. Воск, дерево. Музей Коррер, Венеция
- Кающаяся Мария Магдалина. 1793. Мрамор. Палаццо Дориа-Турси, Генуя
- Танцовщица. Мрамор. Музей Боде, Берлин
- Геба. Между 1800 и 1805. Мрамор. Государственный Эрмитаж, Санкт-Петербург
- Тесей, побеждающий кентавра. Между 1805 и 1819. Мрамор. Музей истории искусств, Вена
- Геркулес и Лихас. 1795. Мрамор. Национальная галерея современного искусства, Рим
- Надгробие эрцгерцогини Марии Кристины Августы. 1798–1805. Церковь Августинцев, Вена
- Надгробие Кановы. 1827. Церковь Санта-Мария-Глорьоза-дей-Фрари, Венеция
- Гений смерти. Деталь монумента
- Фигура «Скульптуры» с урной сердца Кановы. Деталь
- «Живопись» и «Архитектура»
- Лев Венеции

При жизни Канова имел репутацию самого значительного из скульпторов Нового времени. В развитии классицистической скульптуры он сыграл столь же ключевую роль, что и Жак Луи Давид — в развитии классицистической живописи. Современники не жалели эпитетов для описания своего преклонения перед даром Кановы, который, как тогда казалось, выдерживал сравнение с лучшими ваятелями античности. Его надгробия эффектны, портреты — прекрасно идеализированы. Тем не менее ни «торжественное спокойствие композиции», ни «ясность и изящество пропорций» не уберегли Канову от обвинений в «холодной отвлечённости образов, сентиментальной слащавости и салонной красивости, безжизненности гладкой, отполированной поверхности мрамора», которые выдвигали против него многие позднейшие историки искусства.
Немецкий теоретик, историк искусства и археолог Карл Людвиг Фернов в первом томе «Римских исследований» (1806)  посчитал, что Канова был «недостаточно кантианцем в эстетике, потому что в своём творчестве он делал акцент не на красоте, а на приятности» и «уступчивости расхожим вкусам» .

## Образ в кино
- «Имперская Венера» (Италия, Франция, 1962), реж. Жан Делакруа — актёр Джанни Сантуччо[итал.]